# Ali Han Tunçer
Ali Han Tunçer (* 22. August 1995 in Istanbul) ist ein türkischer Fußballspieler.

## Spielerkarriere
Tunçer kam im Istanbuler Stadtteil Kadıköy auf die Welt. Im Kindesalter zog er allerdings mit seiner Familie nach Trabzon. Als 13-Jähriger begann er hier in der Nachwuchsabteilung von Trabzonspor mit dem Vereinsfußball. 2010 wechselte er dann in die Nachwuchsabteilung von 1461 Trabzon, dem Zweitverein Trabzonspors. Bereits nach zwei Jahren kehrte er zu seinem alten Klub zurück und spielte hier ein Jahr für die Reservemannschaft. Im Sommer 2013 erhielt er von Trabzonspor einen Profivertrag und wurde anschließend an 1461 Trabzon ausgeliehen. Bei diesem Klub spielte er eine halbe Saison für die Reservemannschaft, ehe er im Dezember 2013 in den Profikader involviert wurde. Sein Debüt für diese Mannschaft gab er am 22. Dezember 2013 in der Ligapartie gegen Istanbul Büyükşehir Belediyespor. Am Ende der Drittligasaison 2014/15 konnte er mit seinem Verein die Play-offs der Liga gewinnen und damit den direkten Wiederaufstieg erreichen.
Für die Rückrunde 2015/16 wurde er ein weiteres Mal an 1461 Trabzon ausgeliehen.

## Erfolge
Mit 1461 Trabzon
- Play-off-Sieger der TFF 2. Lig und Aufstieg in die TFF 1. Lig: 2014/15